# Bataille de Columbia
Guerre de Sécession
Batailles
Campagne de Franklin-Nashville
- Allatoona
- Decatur
- Johnsonville
- Columbia
- Spring Hill
- Franklin
- 3e Murfreesboro
- Nashville
- Anthony's Hill

La bataille de Columbia est une série d'actions militaires qui ont eu lieu du 24 au 29 novembre 1864, dans le comté de Maury, au Tennessee, dans le cadre de la campagne de Franklin-Nashville de la guerre de Sécession. Elle conclut le mouvement de l'armée du Tennessee confédérée du lieutenant général John Bell Hood sur la rivière Tennessee, dans le nord de l'Alabama vers Columbia, dans le Tennessee, et à travers la rivière Duck. Une force de l'Union sous les ordres du major général John M. Schofield a une escarmouche avec la cavalerie de Hood, commandée par le major général Nathan Bedford Forrest, et fortifie une ligne de défense au sud de Colombia, mais se retire rapidement vers le nord à travers la rivière Duck, abandonnant la ville. L'invasion du Tennessee de Hood continue alors qu'il tente d'intercepter l'armée en retraite de Schofield  à Spring Hill.

## Contexte
À la suite de sa défaite lors de la campagne d'Atlanta, Hood a espéré attirer le major général William T. Sherman dans une bataille en perturbant ses lignes d'approvisionnement de Chattanooga à Atlanta. Après une brève période durant laquelle il poursuit Hood, Sherman choisit plutôt de mener sa marche vers la mer d'Atlanta à Savannah, en Géorgie. Il laisse les forces sous le commandement du major général George H. Thomas, le commandant de l'armée du Cumberland, pour défendre le Tennessee et défaire Hood : principalement le IVe corps de l'armée du Cumberland, commandé par le major général David S. Stanley, et le XXIIIe corps de l'armée de l'Ohio, commandé par le major général John Schofield.
Hood se déplace à travers le nord de l'Alabama et son corps d'armée, sous les ordres du lieutenant général Stephen D. Lee traverse la rivière Tennessee, à Florence, du 30 octobre au 2 novembre, avec le reste de son armée campe au sud de la rivière, à Tuscumbia. Il attend pendant près de trois semaines tandis que ses officiers du commissariat tentent de fournir des rations pour 20 jours pour la campagne à venir. C'est une tâche difficile parce que la ligne de ravitaillement est ténue, nécessitant un transport sur deux chemins de fer, suivi de 15 km sur routes en mauvais état à Tuscumbia, à l'aide de chariots tirés par des chevaux et des bœufs sous-alimentés. Hood veut aussi attendre l'arrivée de Nathan Bedford Forrest, qui est engagé dans un raid de cavalerie contre les lignes de ravitaillement de Thomas, mis en évidence par sa victoire à la bataille de Johnsonville les 4 et 5 novembre.
Au cours de la première semaine de novembre, des raids du 2nd Michigan Cavalry sous les ordres du brigadier général John T. Croxton endommagent le pont flottant que Hood a érigé au travers de la rivière Tennessee. Après des réparations, Hood déplace ses quartiers généraux à Florence, le matin du 13 novembre, et le corps du major général Benjamin F. Cheatham traverse la rivière ce jour-là, les trains de ravitaillement de l'armée et la bétail à sa suite le 14 novembre. Le dernier corps, sous les ordres du lieutenant général Alexander P. Stewart traverse la Tennessee, le 20 novembre.
Le 16 novembre, Hood apprend que Sherman est sur le point de partir d'Atlanta, pour sa marche vers la mer. Il n'y a aucune possibilité réaliste que Hood puisse revenir en Géorgie à partir de son emplacement actuel pour défier la progression de Sherman, de sorte qu'il axe sa stratégie sur un plan alternatif : se déplacer vers le nord, dans le Tennessee, défaire l'armée de Thomas avant qu'elle puisse se concentrer, capturer l'important centre de fabrication de Nashville, et continuer vers le nord dans le Kentucky, peut-être aussi loin que la rivière Ohio. À partir de ce point, il pourra voyager vers l'est vers la Virginie pour rejoindre le général Robert E. Lee à Petersburg. Son commandant de théâtre, le général P. G. T. Beauregard, exhorte Hood de prendre des mesures immédiates dans une tentative de détourner la progression de Sherman, soulignant l'importance de bouger avant que Thomas puisse consolider ses forces.
À la fois Sherman et Thomas estiment probable que Hood suivra Sherman à travers la Géorgie. Bien que Thomas reçoive des renseignements que Hood amasse des biens pour un mouvement nord, il les ignore en grande partie - de fortes pluies au cours de novembre ont rendu presque impraticables les routes. Alors qu'il reçoit des rapports sur les mouvements confédérés à 14 milles (23 km) au nord de Florence, il n'est pas certain de ce qui se passe. Schofield suppose que c'est simplement un raid de la cavalerie de Forrest contre le chemin de fer entre Pulaski et Colombia. D'ici le 21 novembre, Thomas a la preuve que les trois corps de Hood sont en mouvement et il ordonne à Schofield de se retirer progressivement vers le nord pour protéger Columbia avant qui Hodd puisse s'en emparer. Schofield arrive à Pulaski, dans la nuit du 13 novembre, et assume le commandement de toutes les forces, y compris le IVe corps. Thomas reste préoccupé par le fait que 10 000 soldats du XVIe corps, commandés par le major général Andrew J. Smith, ne sont pas arrivés en tant que renforts depuis le Missouri.

## Mouvement vers Columbia

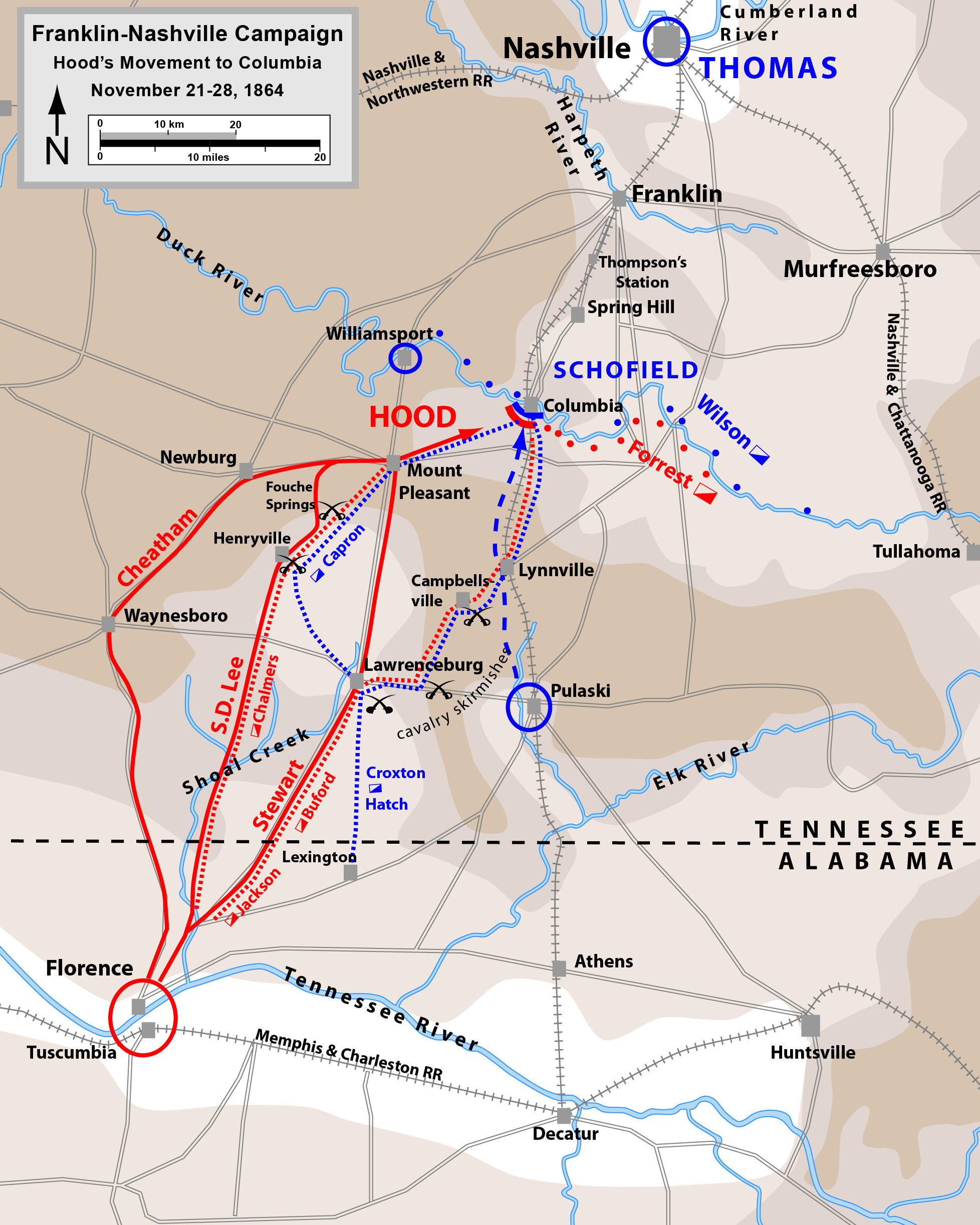
Avance de Hood de Florence vers Columbia
Confédération
Union

Les quartiers généraux de Hood quittent Florence, à 10 heures du matin, le 21 novembre, accompagné par le corps de Cheatham vers Waynesboro, où ils arrivent le 23 novembre. L'armée marche sur trois colonnes, avec Cheatham sur la gauche, Lee au centre, et Stewart sur la droite, la cavalerie de Forrest leur faisant écran. Le plan de Hood est de consolider son armée à Mount Pleasant et de là, passer à l'est pour couper Schofield avant qu'il ne puisse atteindre Columbia et la rivière Duck. La marche forcée rapide, à 70 milles (113 km) au nord se fait dans des conditions misérables, avec des vents glacés et de la neige fondue, qui rendent les progrès difficiles pour l'armée sous-alimentée et en loques. Néanmoins, les hommes de Hood sont en bonne humeur alors qu'ils retournent dans le Tennessee.
En raison de l'écran sans répit de Forrest, Schofield n'a aucune idée de l'endroit où se dirige l'armée confédérée. Forrest agressif a un avantage considérable sur ses adversaires de la cavalerie de l'Union, commandé par le major géénéral James H. Wilson. Wilson est arrivé du théâtre oriental à la fin octobre pour réorganiser et  commander la cavalerie de Thomas, mais il a seulement de 4 300 cavaliers, disséminés à travers le théâtre en de nombreuses petites unités, par rapport à 10 000 hommes unifiés sous les ordres de Forrest. La cavalerie confédérée avance à Mount Pleasant le 23 novembre. La brigade de Croxton est en infériorité numérique sans espoir contre Forrest, aussi Thomas le renforce avec une division sous les ordres du brigadier général Edward Hatch et une brigade sous les ordres du colonel Horace Capron.
Forrest maintient la pression et le 23 novembre une escarmouche sévère se produit d'Henryville jusqu'à la périphérie de Mount Pleasant. À Fouche Springs (près de l'actuelle Summertown) ce soir-là, les cavaliers confédérés font un raid contre l'un des campements de Capron, jetant le chaos et capturant plus de 50 prisonniers. Forrest faillit être parmi les victimes alors qu'il chevauche à tort dans un petit groupe de fédéraux. L'un de ses officiers d'état-major, le commandant John P. Strange, dévie le bras d'un soldat de l'Union qui pointe son pistolet directement sur la poitrine de Forrest à bout portant et la balle le manque de justesse. Les survivants de la brigade de Capron fuient vers Columbia. À l'est, les divisions de Forrest sous les ordres des brigadiers généraux Abraham Buford et William H. Jackson expulsent la division de Hatch de la région de Lawrenceburg et les repoussent vers Pulaski.
Tôt le 24 novembre, Schofield commence à envoyer ses deux corps d'infanterie au nord de Columbia. Forrest engage résolument la division du brigadier général James R. Chalmers, qui occupe Mount Pleasant et frappe les hommes de Capron à plusieurs reprises alors qu'il les pousse vers le nord. La brigade de Capron est réduite, de 1 200 à 800 hommes au cours de la retraite vers Columbia. Buford et Jackson repoussent Hatch vers le nord en direction Lynnville et capturent un certain nombre de prisonniers, mais la cavalerie confédérée est incapable d'empêcher l'infanterie nordiste de parvenir à Columbia. La division de 5 000 hommes du brigadier général Jacob D. Cox atteint Columbia seulement quelques heures avant que les hommes de Forrest hommes s'emparent des passages de la rivière et le corps de Stanley achève une marche de 30 milles (48 km) à partir de Pulaski pour le renforcer. Ensemble, ils entreprennent la construction d'un arc de tranchées, juste au sud de la ville.

## Columbia
Le matin du 24 novembre, la cavalerie de Forrest repousse les hommes de Capron dans la ligne de Cox au sud Colombia et commence des attaques de sondage dans une tentative de percer. La ligne est à cheval sur la Mount Pleasant Pike (l'actuelle Route 43), juste au nord de Bigby Creek et ensuite continue vers l'est au travers de la Pulaski Pike dans la ville, tournant vers le nord en direction de la rivière. Le 25 novembre, cette ligne est complétée avec une ligne intérieure qui englobe pratiquement l'ensemble de la zone résidentielle de Columbia. Les confédérés bombardent les lignes avec de l'artillerie et un certain nombre d'escarmouches se produises, mais il devient évident pour les défenseurs de l'Union qu'une seule division d'infanterie avec un peu de cavalerie démontée participent à ces attaques et Hood fait simplement une démontration, avec l'intention de traverser la rivière Duck en amont ou en aval et de couper la force de l'Union de Thomas, qui rassemble le reste de sa force à Nashville.
Le matin du 26 novembre, Schofield reçoit un ordre de Thomas de tenir la rive nord de la rivière Duck jusqu'à ce que des renforts sous le commandement d'A. J. Smith puisse arriver de Nashville. Schofield prévoit de déplacer ses trains au cours de la journée et son infanterie pendant la nuit, à l'aide d'un pont de chemin de fer et d'un pont flottant récemment installé, mais les fortes pluies de la journée rendent les approches du pont infranchissable. Ce soir-là, le gros de l'armée du Tennessee atteint les fortifications au sud de Colombia.
Le 28 novembre, Forrest traverse la rivière à l'est de la ville, contre une faible résistance de la cavalerie de l'Union ; les cavaliers sudistes ont trompé Wilson et attiré sa force au nord-est et à l'écart de l'action. Dans le même temps, Hood assigne à la majeure partie du corps de Lee et à presque toute son artillerie de rester à Columbia et pousse Schofield à croire qu'il a prévu une attaque de grande envergure contre la ville. Au lieu de cela, il fait traverser les corps de Cheatham et de Stewart la rivière Duck sur un pont flottant assemblé à Davis's Ford.

## Conséquence
Aucune victime n'est officiellement enregistrée à la « bataille de Columbia », qui consiste principalement en des démonstrations, des tirs d'artillerie, et des manœuvres pratiquement sans opposition. L'armée de Hood contourne avec succès Schofield à Columbia et poursuit vers le nord en direction Spring Hill dans une tentative d'isoler la force de l'Union et de la détruire.